# Iamdudum
Iamdudum (Há muito tempo, em latim) é uma encíclica do Papa Pio X, promulgada em 24 de maio de 1911, que condenou as políticas anticlericais instauradas com a Implantação da República Portuguesa em 5 de outubro de 1910. Na encíclica, o pontífice criticou a "incrível série de excessos e crimes decretados em Portugal para a opressão da Igreja".
Os republicanos eram anticlericais e tinham uma abordagem "hostil" à questão da separação entre a Igreja e o Estado, à semelhança da Revolução Francesa, da Constituição Espanhola de 1931 e da Constituição Mexicana de 1917. Como parte da revolução anticlerical, os bispos foram expulsos das suas dioceses, as propriedades dos clérigos foram confiscadas pelo Estado, o uso da batina foi proibido, todos os seminários menores foram fechados, assim como todos os seminários maiores, exceto cinco. Uma lei de 22 de fevereiro de 1918 permitia apenas dois seminários no país, mas eles não receberam as suas propriedades de volta. As ordens religiosas foram expulsas do país, incluindo 31 ordens compostas por membros em 164 casas (em 1917, algumas ordens foram autorizadas a se reformar). A educação religiosa era proibida tanto no ensino primário como no secundário.